# Wolfgang Junginger
Wolfgang Junginger, né le 27 octobre 1951 à Stuttgart et décédé le 17 février 1982 à Garbsen dans un accident d'avion, était un skieur alpin allemand originaire de Aschau im Chiemgau.

## Palmarès

### Championnats du monde
| Épreuve / Édition          | Descente | Slalom géant | Slalom | Combiné |
| Mondiaux 1974 Saint-Moritz | 38e      | 12e          | 8e     | Bronze  |

### Coupe du monde
- Meilleur résultat au classement général : 35e en 1975.

#### Saison par saison
- Coupe du monde 1973 :
  - Classement général : 44e
- Coupe du monde 1974 :
  - Classement général : 40e
- Coupe du monde 1975 :
  - Classement général : 35e
- Coupe du monde 1976 :
  - Classement général : 35e

### Arlberg-Kandahar
- Meilleur résultat : 9e place dans les combinés 1974 à Garmisch et 1976 à Wengen/Garmisch.